# Corning (Arkansas)
Corning es un pueblo en el Condado de Clay, Arkansas, Estados Unidos. Para el censo de 2020 la población era de 3227 habitantes. La ciudad es una de las dos sedes del condado de Clay junto con Piggott.Está situada a poco distancia al sur del estado de Misuri.

## Historia
El asentamiento original estaba aproximadamente a un kilómetro y medio al este y se llamaba Hecht City, en honor a los hermanos Levi y Solomon Hecht, que operaban un aserradero en el Río Negro. Hecht City se mudó al sitio actual de Corning en 1871, cuando el Ferrocarril de El Cairo y Fulton inspeccionó el terreno para la ruta propuesta. El ferrocarril a través del asentamiento se completó en 1872. El 5 de febrero de 1873, el nombre se cambió de Hecht City a Corning, en honor a HD Corning, un ingeniero del ferrocarril.
El pueblo de Corning experimentó un período masivo de crecimiento a principios del siglo XX. Después de 1910 la región dejó de ser tierra de aserraderos y en su lugar llegaron muchos granjeros. Así se quedó hasta la década después del fin de la Guerra Mundial Segunda. En las décadas de 1960 y 1970, fue el sitio de muchos desarrollos de fabricación industrial. Sin embargo, ya no es así y el pueblo es de nuevo el hogar principalmente a granjeros y los demás que se les apoyan.
Corning fue el sitio de una gran explosión el 9 de marzo de 1966. La explosión antes del amanecer se originó en un vagón de municiones y resultó en solo una lesión menor en la pequeña ciudad.  La explosión fue ampliamente reportada en toda la región circundante.
El pueblo ganó algo de atención regional y nacional en 1994 cuando jugó un papel neutral para el juicio de Jessie Lloyd Misskelley, Jr. El Sr. Misskelley fue acusado de asesinar brutalmente a tres niños de 8 años en las cercanías de West Memphis, junto con sus amigos, Charles Jason Baldwin y Damien Wayne Echols. Se llamaban en inglés los “West Memphis Three”. Los tres fueron finalmente declarados culpables y condenados a cadena perpetua o ejecución. Muchos años después, serían liberados condicionalmente a través de una declaración de Alford, ya que la evidencia apuntaba cada vez más hacia su inocencia.  El juicio y su eventual liberación continúan siendo controvertidos en la región.

## Geografía
Corning se localiza a 36°24′36″N 90°35′22″O / 36.41000, -90.58944. Según la Oficina del Censo de los Estados Unidos, la ciudad tiene un área de 8,4 km², de los cuales 8,3 km² corresponde a tierra y 0,1 km² a agua (0,93%).
Corning está ubicado en el oeste del condado de Clay, a 3 km (2 millas) al oeste del río Black.  La ruta 62 de los EE. UU. Atraviesa la ciudad y conduce al este 25 millas (40 km) hasta Piggott y al suroeste 26 millas (42 km) hasta Pocahontas.  La ruta estadounidense 67 conduce al norte desde Corning 29 millas (47 km) hasta Poplar Bluff, Misuri, y se une a la US 62 en dirección suroeste desde Corning hasta Pocahontas.
La topografía de Corning es plana, ya que anteriormente había sido una zona pantanosa.  Los agricultores y constructores del área pueden dar fe de esto debido a la proliferación de la tierra se llama en inglés “gumbo”, un nombre que se le da a la tierra con alto contenido de partículas de arcilla y común en la región.

## Demografía
Para el censo de 2000, había 3.679 personas, 1.553 hogares y 1.018 familias en la ciudad. La densidad de población era 438,0 hab/km². Había 1.722 viviendas para una densidad promedio de 207,8 por kilómetro cuadrado. De la población 97,77% eran blancos, 0,33% afroamericanos, 0,60% amerindios, 0,24% asiáticos, 0,11% de otras razas y 0,95% de dos o más razas. 0,38% de la población eran hispanos o latinos de cualquier raza.
Se contaron 1.553 hogares, de los cuales 27,9% tenían niños menores de 18 años, 51,6% eran parejas casadas viviendo juntos, 10,5% tenían una mujer como cabeza del hogar sin marido presente y 34,4% eran hogares no familiares. 30,7% de los hogares eran un solo miembro y 18,2% tenían alguien mayor de 65 años viviendo solo. La cantidad de miembros promedio por hogar era de 2,32 y el tamaño promedio de familia era de 2,88.
En la ciudad la población está distribuida en 23,3% menores de 18 años, 8,9% entre 18 y 24, 25,9% entre 25 y 44, 22,0% entre 45 y 64 y 19,9% tenían 65 o más años. La edad media fue 39 años. Por cada 100 mujeres había 88,8 varones. Por cada 100 mujeres mayores de 18 años había 82,5 varones.
El ingreso medio para un hogar en la ciudad fue de $21.200 y el ingreso medio para una familia $29.485. Los hombres tuvieron un ingreso promedio de $22.095 contra $16.383 de las mujeres. El ingreso per cápita de la ciudad fue de $12.953. Cerca de 18,9% de las familias y 23,2% de la población estaban por debajo de la línea de pobreza, 29,0% de los cuales eran menores de 18 años y 29,6% mayores de 65.
Sin embargo, según el sitio web World Population Review, la población actual a partir de 2021 es de 2960.  De ser exacto, esto implicaría que Corning ha perdido aproximadamente una cuarta parte de sus residentes en veinte años.

## Educación
Desde 1870 ha sido una escuela privada. Sin embargo, la primera escuela pública fue establecida en 1877. Una escuela fue construida entre las calles de Pine y Olive al oeste de la calle cuarta. Fue la sede de todas clases hasta que el nuevo colegio fue construido en 1942. 
En 1901, Corning vio a su primera clase de estudiantes de octavo grado completar el programa. Este nivel era avanzado por esa época.  Este programa fue exitoso e inmediatamente se organizó un programa de escuela secundaria de tres años con su primera clase de cuatro estudiantes graduándose en 1904. En 1913, el programa de tres años se amplió a cuatro años, donde se ha quedado por más que un siglo después. En 1929, la Asociación de Colegios y Escuelas Secundarias del Centro Norte acreditó las escuelas de Corning.
Otro nuevo colegio fue construido en 1968 y el viejo empezó la escuela secundaria con otra escuela primaria siendo construida también. La primera escuela fue demolida. Así por aproximadamente 50 años fueron tres sedes para los alumnos de kindergarten hasta el duodécimo grado. 
Desafortunadamente, la gran vieja escuela cerró sus puertas en 2019 por menos alumnos en el sistema escolar después de casi 80 años de servicio. Ahora los alumnos de la porción oeste del condado de Clay y los alumnos de la porción este del condado de Randolph asisten a una de las dos sedes según su grado. Los nombres de las sedes son Corning High School y Park Elementary School.